# 崔德操
崔德操（1932年—），笔名果超，男，辽宁新金人，中国舞蹈演员，曾任中国舞蹈家协会常务理事。